# Platymantis weberi
Platymantis weberi é uma espécie de anfíbio da família Ranidae.
Pode ser encontrada nos seguintes países: Papua-Nova Guiné e Ilhas Salomão.
Os seus habitats naturais são: florestas subtropicais ou tropicais húmidas de baixa altitude, plantações, jardins rurais, áreas urbanas e florestas secundárias altamente degradadas.